# Kwon Soon-boon yeoja napchisageon
Kwon Soon-boon yeoja napchisageon (권순분여사 납치사건?), noto anche con il titolo internazionale Mission Possible: Kidnapping Granny K, è un film del 2007 diretto da Kim Sang-jin.

## Trama
Tre amici, di buon cuore ma sommersi da problemi di denaro, decidono di rapire l'anziana e ricca Kwon Soon-boon per ottenere un grande riscatto; dato che i figli della donna non si curano minimamente di Soon-boon, sarà quest'ultima a prendere in mano la situazione e fissare la cifra del riscatto: cinquanta miliardi di won.